# Paulo Jackson
Paulo Jackson Vilasboas (Caetité, 8 de junho de 1952 — Morro do Chapéu, 19 de maio de 2000) foi um político brasileiro, atuou como deputado estadual pelo Partido dos Trabalhadores, e líder da oposição a Antônio Carlos Magalhães na Assembleia Legislativa da Bahia.

## Biografia

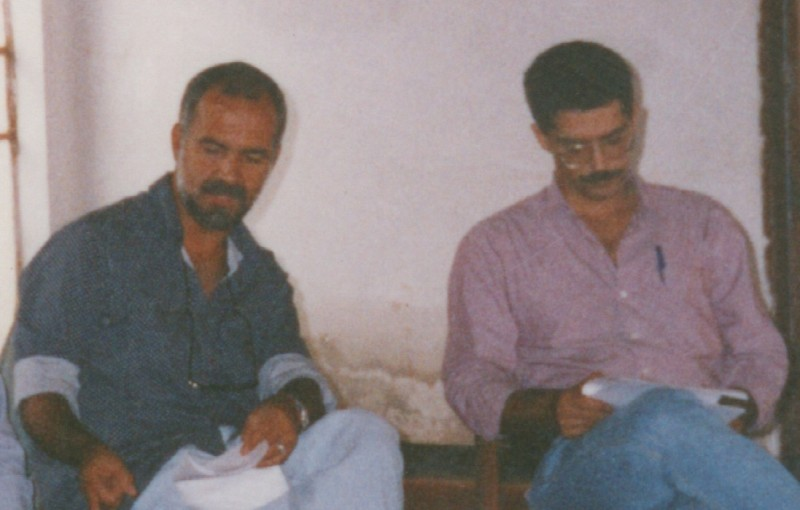
Paulo Jackson com André Koehne, em defesa no Movimento dos Atingidos por Barragens, Caculé, 1996.

Na cidade natal estudou no colégio Monsenhor Bastos (primário) e Instituto de Educação Anísio Teixeira (colegial).
Formado em engenharia pela Universidade Federal da Bahia, participou da reformulação do Sindicato dos Engenheiros em 1977, logo após deixar a faculdade. Delegado baiano da categoria em sua Federação nacional, logo se engaja nos movimentos sociais e de resistência à ditadura militar. Foi um dos fundadores da Central Única dos Trabalhadores, onde foi também diretor, na Bahia.
Ingressando na estatal Embasa, ali participa da fundação do Sindicato dos Trabalhadores em Água e Esgoto do estado (Sindae), do qual foi presidente. Elegeu-se suplente de deputado estadual em 1991, vindo a ocupar mandato em 1993, tendo sido reeleito nos mandatos seguintes, até morrer em acidente viário, em 2000.

## Homenagens
O espaço destinado às galerias da Assembleia Legislativa da Bahia foi, em 2000, batizado em sua homenagem.
A estação ecológica e de tratamento "Bahia Azul", em Salvador, foi renomeada, em 2007, passando a se chamar Parque Deputado Paulo Jackson.
Na cidade de Itamaraju o deputado dá nome a uma escola.